# Алея княгині Лопухіної
Парк-пам'ятка садово-паркового мистецтва «Алея княгині Лопухіної» — об'єкт природно-заповідного фонду місцевого значення. Розташований у Звенигородському районі Черкаської області, неподалік від села Квітки. До складу заказника входить урочище «Гончариха» (квартал 43 виділ 21 Корсунського лісництва ДП «Корсунь-Шевченківське лісове господарство»).

## Адміністративна інформація
Площа 1,6 га.
Парк-пам'ятка садово-паркового мистецтва створено рішенням Черкаської обласної ради від 23.12.1998 р. № 5-3
Установа, у віданні якої перебуває об'єкт — ДП «Корсунь-Шевченківське лісове господарство».

## Об'єкт охорони
У межах лісового урочища «Гончариха» розміщена алея старих дерев ялини та сосни Банкса.